# Ceto (divinità)
Ceto (in greco antico: Κητώ?, Kētṑ) è una divinità delle acque nella mitologia greca.

## Mitologia
Secondo Esiodo, è figlia di Ponto e di Gea e sorella di Nereo, di Taumante, di Forco ed Euribia.
Sposò il proprio fratello Forco e gli dette numerosi figli: Echidna, Scilla, le Graie, le Gorgoni, la ninfa marina Toosa, il drago Ladone che custodiva i pomi delle Esperidi e le stesse Esperidi.